# Шварцман, Стивен
Стивен Шварцман (англ. Stephen Allen Schwarzman родился 14 февраля 1947 года) — американский бизнесмен и инвестор. Руководитель инвестиционной компании Blackstone Group. Состояние Шварцмана по данным журнала Forbes (на 2 ноября 2021) составляет 30,9 млрд долларов.

## Ранние годы и образование
Стивен Шварцман родился в семье американских евреев в городе Хантингдон-Вэлли (англ. Huntingdon Valley), штат Пенсильвания. Родители: Арлин и Джозеф Шварцман. Отец владел Schwarzman’s — магазином, торговавшим бельём и посудой.
В 1965 году Шварцман окончил Абингтонскую школу. В 1969 году окончил Йельский университет. Во время учёбы состоял в студенческом обществе «Череп и кости». Основал «Девенпорское общество любителей балета» и организовал танцевальный фестиваль с участием студенток из соседних женских колледжей.
Затем Шварцман поступил в Гарвардскую школу бизнеса, которую окончил в 1972 году.

## Карьера
Карьера Стивена Шварцмана в финансовой сфере началась в ныне не существующем инвестиционном банке Donaldson, Lufkin & Jenrette. После окончания бизнес-школы Шварцман получил приглашение на работу от инвестиционных банков Lehman Brothers и Morgan Stanley. Он выбрал Lehman Brothers, где к 31 году дослужился до должности управляющего директора.
В итоге Шварцман возглавил подразделение слияний и поглощений Lehman Brothers. В 1985 году Шварцман вместе со своим начальником Питером Петерсоном основал компанию Blackstone, которая первоначально специализировалась на слияниях и поглощениях.
В 2011 году Шварцман занял 52-е место в списке 400 богатейших американцев по данным журнала Forbes, оценившим его состояние в 4,7 млрд долларов.
В 2007 году Стивен Шварцман вошёл в список 100 самых влиятельных людей мира по версии журнала Time.
Шварцман является адъюнкт-профессором Школы менеджмента Йельского университета и председателем её совета попечителей John F. Kennedy Center for the Performing Arts.

11 марта 2008 года Шварцман объявил о том, что от выделит 100 млн долларов на расширение Нью-Йоркской публичной библиотеки, в попечительском совете которой он состоит. Одно из зданий библиотеки на углу 42-й улицы и 5-й авеню теперь носит имя Стивена Шварцмана.

В 2016 году Шварцман был назван одним из 50 самых влиятельных людей года по версии Bloomberg.
Согласно индексу миллиардеров Bloomberg, его состояние на октябрь 2022 года составляло 32 млрд долларов.
Стивен Шварцман является председателем и генеральным директором The Blackstone Group, глобальной частной инвестиционной компании, которую он основал в 1985 году вместе с Питером Дж. Петерсоном, бывшим председателем и главным исполнительным директором Lehman Brothers и министром торговли США при президенте Ричарде Никсоне. Шварцман некоторое время был председателем Стратегического и политического форума президента Дональда Трампа.

## Стипендиальная программа
21 апреля 2013 года Шварцман объявил о выделении 100 млн долларов личных средств на стипендиальную программу Schwarzman Scholars для Китая (университет Цинхуа) по аналогии с престижной программой Стипендия Родса. Одновременно Шварцман объявил о начале кампании по сбору дополнительных 200 млн долларов. Планируется начать обучение студентов по этой программе в 2016 году.

## Благотворительность
В 2004 году Шварцман подарил старшей школе Абингтона новый футбольный стадион — стадион Стивена А. Шварцмана.
В начале 2008 года Шварцман объявил, что пожертвовал 100 млн долларов на расширение Нью-Йоркской публичной библиотеки, попечителем которой он является. Центральное справочное здание на 42-й улице и Пятой авеню было переименовано в здание Стивена А. Шварцмана.
В 2018 году Шварцман пожертвовал 10 млн долларов другой библиотеке, Национальной библиотеке Израиля.
В начале 2018 года было объявлено, что Шварцман передал 25 млн долларов средней школе Абингтона, своей альма-матер. Однако это пожертвование зависело от нескольких условий, включая право на название школы в честь него. После того, как общественность узнала о сделке и негавтино отреагировала, было заключено новое соглашение, и Шварцман снял несколько условий своего пожертвования, включая переименование школы.
В октябре 2018 года Шварцман пожертвовал 350 млн долларов Массачусетскому технологическому институту на создание Вычислительного колледжа Шварцмана.
В июне 2019 года Оксфордский университет объявил, что Шварцман пожертвовал 150 миллионов фунтов стерлингов на создание Центра гуманитарных наук Шварцмана, который должен быть завершен к 2024—2025 учебному году.
В феврале 2020 года Шварцман объявил, что подписал «Клятву дарения», взяв на себя обязательство отдать большую часть своего состояния на благотворительные цели.
В октябре 2020 года Шварцман пообещал выделить 8 млн долларов США в Фонд лёгкой атлетики в преддверии Олимпийских игр 2021 года в Токио и 2024 года в Париже.
В декабре 2021 года Шварцман и его жена Кристина пожертвовали 25 млн долларов Медицинскому центру животных Нью-Йорка в Нью-Йорке. Больница была переименована в Медицинский центр для животных Стивена и Кристин Шварцман.

## Личная жизнь
- Стивен Шварцман встретил свою первую жену Эллен Филипс во время учёбы в Гарвардской школе бизнеса, где она работала в качестве исследователя. Они вступили в брак в 1971 году и развелись в 1990 году. В этом браке родилось двое детей[31][32]:
  - Элизабет (родилась в 1976 году) в 2005 году вышла замуж за Эндрю Кертиса Райта (англ. Andrew Curtis Right)[33].
  - Эдвард Франк (родился в 1979 году) в 2007 году женился на Эллен Мари Зайяц (англ. Ellen Marie Zajac)[34].
- В 1995 году Стивен Шварцман женился на Кристин Хёрст (юрист, специализирующийся на защите интеллектуальной собственности). Отец невесты был пожарным[32]. Кристин Хёрст до этого состояла в браке с внуком легендарного медиамагната Рэндольфа Хёрста Остином[4]

У Кристин Хёрст есть ребёнок от предыдущего брака.
Стивен Шварцман живёт в квартире на Парк-Авеню, Нью-Йорк (предыдущие владельцы Джордж Брюстер (англ. George Brewster) и Джон Рокфеллер мл. (англ. John D. Rockefeller Jr.). Шварцман приобрел её у Сола Штейнберга (англ. Saul Steinberg) в 2000 году за 30 млн долларов Однако, статья в журнале New Yorker утверждает, что квартира была приобретена за 37 млн долларов.

## Награды
- Рыцарь-командор ордена Британской империи (2024, Великобритания)[38]